# 沂蒙山号综合登陆舰
沂蒙山号综合登陆舰，正式名称为中国人民解放军海军沂蒙山舰（舷号：988），是中國人民解放軍海軍入役的第四艘071型船塢登陸艦。该舰约在2015年1月22日於上海滬東造船廠下水，并于2016年2月1日起正式入列并服役于中国人民解放军海军。